# Liste des drapeaux de subdivision de pays
 (juin 2023).
Si vous disposez d'ouvrages ou d'articles de référence ou si vous connaissez des sites web de qualité traitant du thème abordé ici, merci de compléter l'article en donnant les références utiles à sa vérifiabilité et en les liant à la section « Notes et références ».
Cette page recense les drapeaux des subdivisions administratives de premier ou second ordre des pays du monde. Certains de ces drapeaux ont une reconnaissance officielle, d'autres sont seulement utilisés de facto, soit pour revendiquer une autonomie territoriale, soit pour mettre en avant une expression des identités locales. 

## Albanie
L'Albanie est subdivisée administrativement au premier niveau en douze « préfectures » (ou « régions » ou « comtés » selon les traducteurs), officiellement nommées qark, sing. qarku en albanais.

Berat
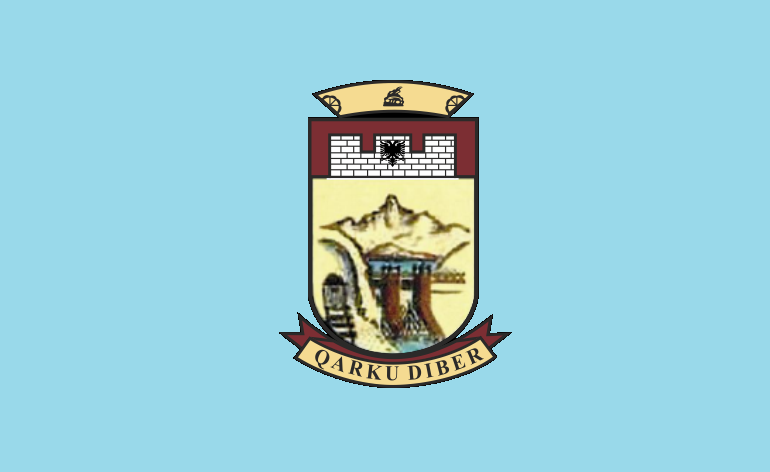
Dibër
Durrës
Elbasan
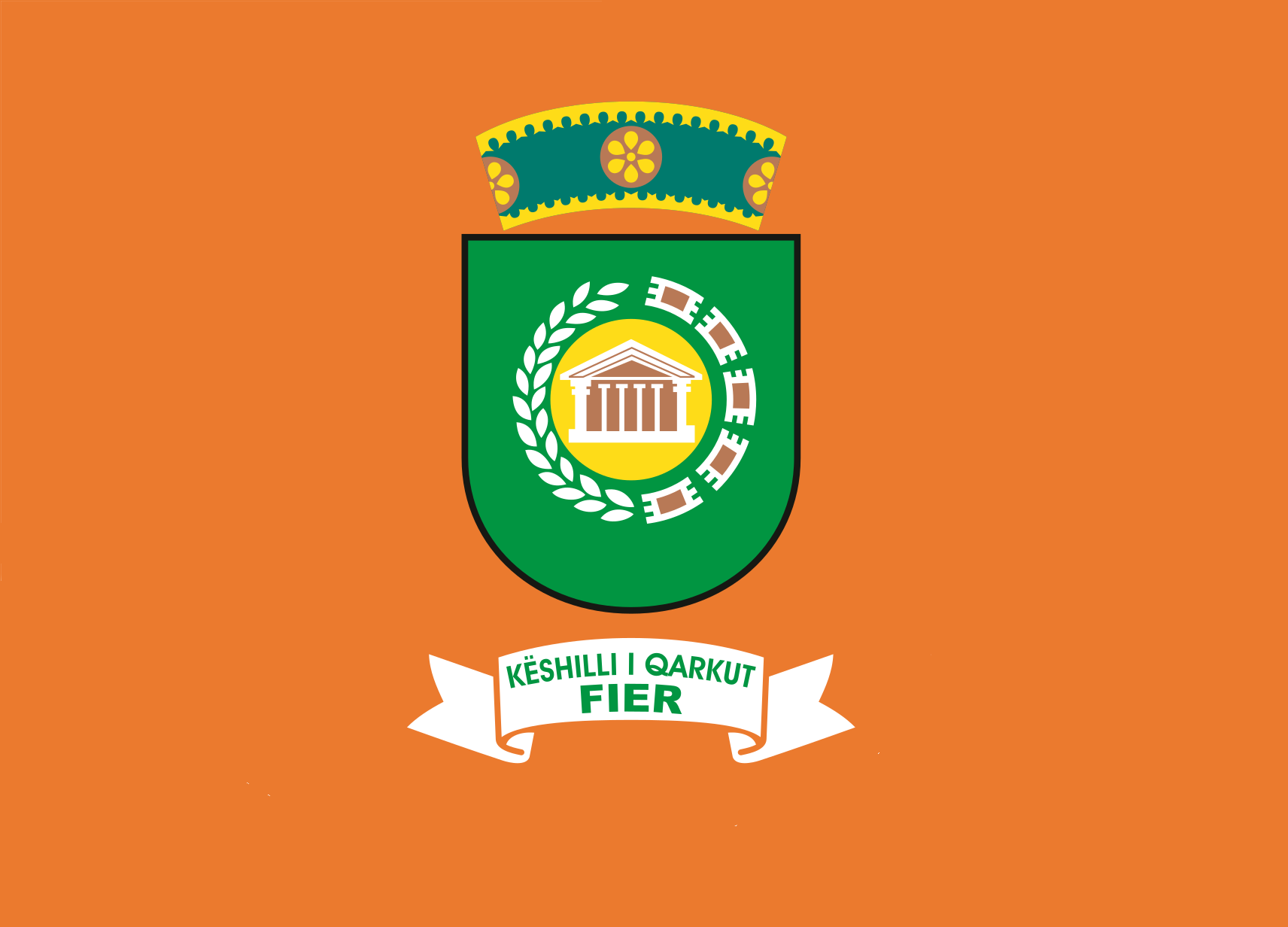
Fier
Korçë
Kukës
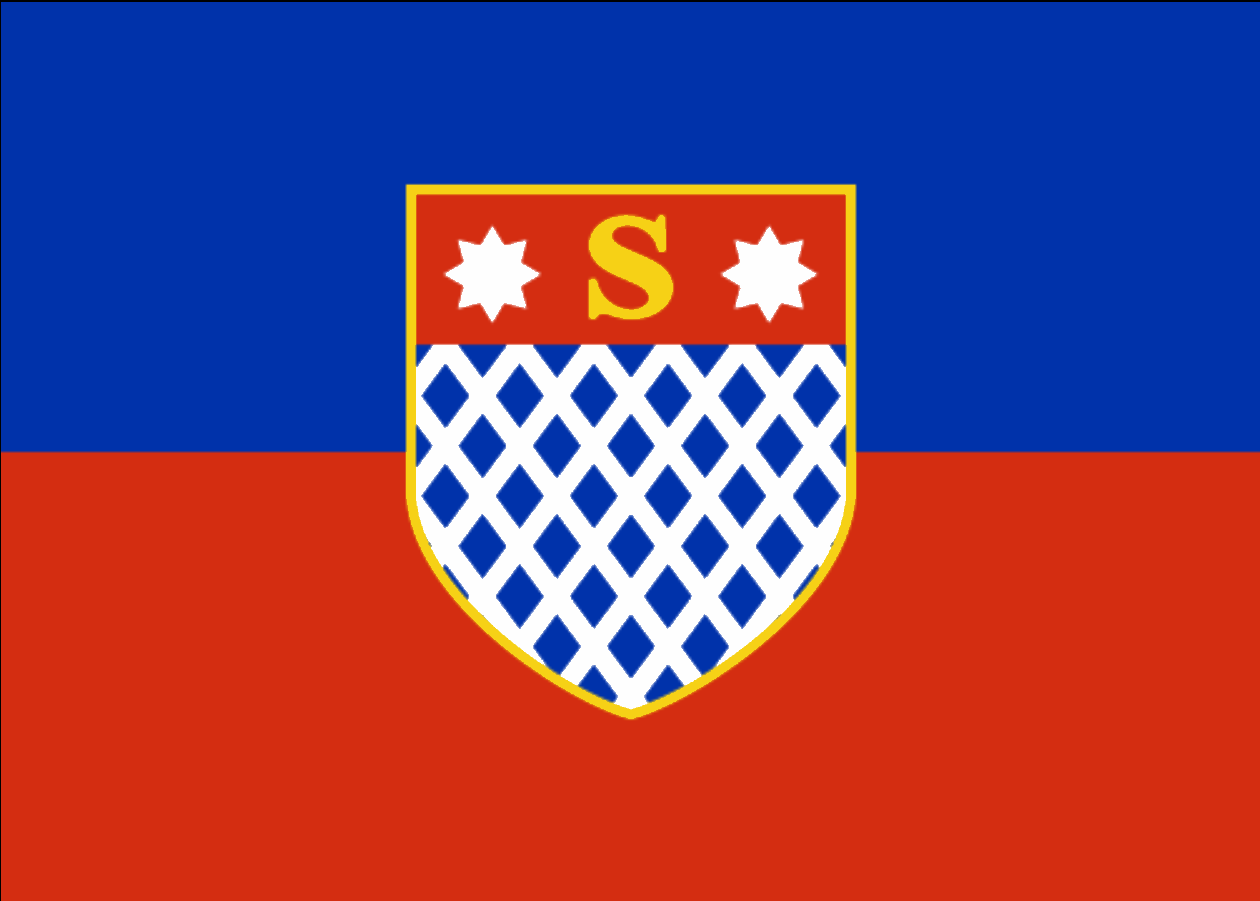
Shkodër
Tirana[1]
Vlorë

## Andorre
Andorre est subdivisée en sept paroisses, correspondant aux communes du pays.

Andorre-la-Vieille
Canillo
Encamp
Escaldes-Engordany
La Massana
Ordino
Sant Julià de Lòria